# Boe (Nauru)

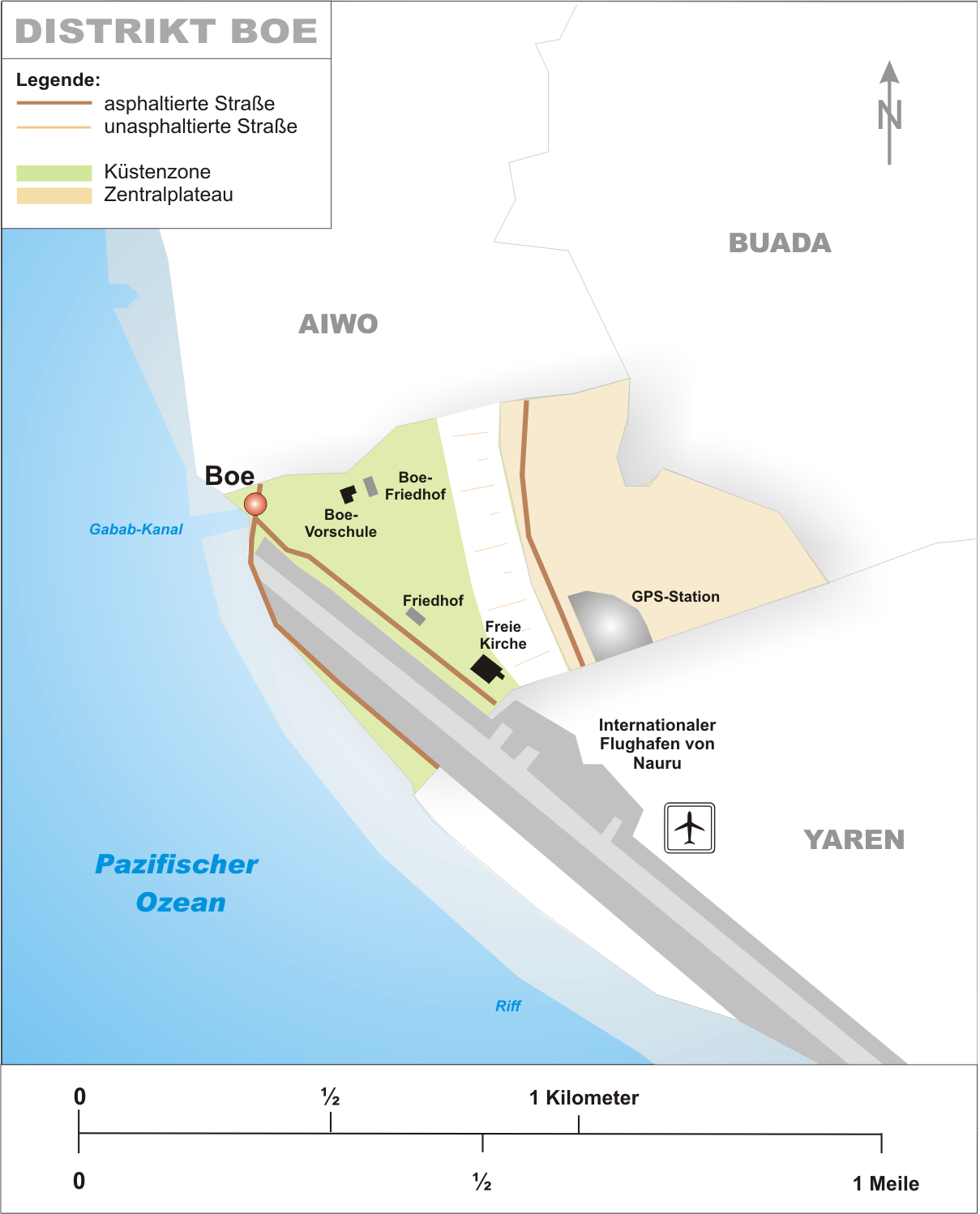
Mapa dystryktu Boe

Boe – osada oraz najmniejszy dystrykt administracyjny Nauru. Jego powierzchnia wynosi 0,66 km², a zamieszkuje go 731 osób (2002).
W Boe mieszkańcy wyspy obchodzą Angam Day, zaś dziecko, które urodzi się tego dnia, nazywane jest Angam Baby.